# Boeing C-32
Boeing C-32 er det amerikanske militærs designation på det civile fly Boeing 757. Flyet bliver brugt af United States Air Force (USAF) som VIP-flyvemaskine til at flyve civile ledere rundt i verden. 
De primære brugere af C-32-flyene er USA's vicepræsident, der benytter kaldesignalet "Air Force Two" når han flyver, USA's førstedame og udenrigsministeren. I sjældne tilfælde har andre amerikanske ministre og ledere af kongressen fået lov at benytte flyet til forskellige opgaver. Præsidenterne Barack Obama, George W. Bush og Bill Clinton har også benyttet denne flytype som Air Force One frem for den større VC-25, eksempelvis hvis destinationen er for lille til at tage imod det større fly.
I alt har USAF seks 757-200 fly designeret som C-32A, der har til opgave at transportere medlemmer af den amerikanske regering.  C-32A-typen er udstyret med et kommunikationscenter, konferencelokale, passagerkabine og et privat område til flyets VIP. USAF har desuden to C-32B. der også er Boeing 757-200. Disse står som udgangspunkt til rådighed for føderale og udenrigsministeriets kriseudrykningshold. C-32Aer er malet i de kendte blå og hvide farver til profilerede VIP-flyvninger mens C-32B er malet hvide med få identifikationsmærker. De første C-32'ere blev leveret i 1998 og erstattede det tidligere VIP-fly designeret C-137 (Boeing 707).